# Benjamin Jafet

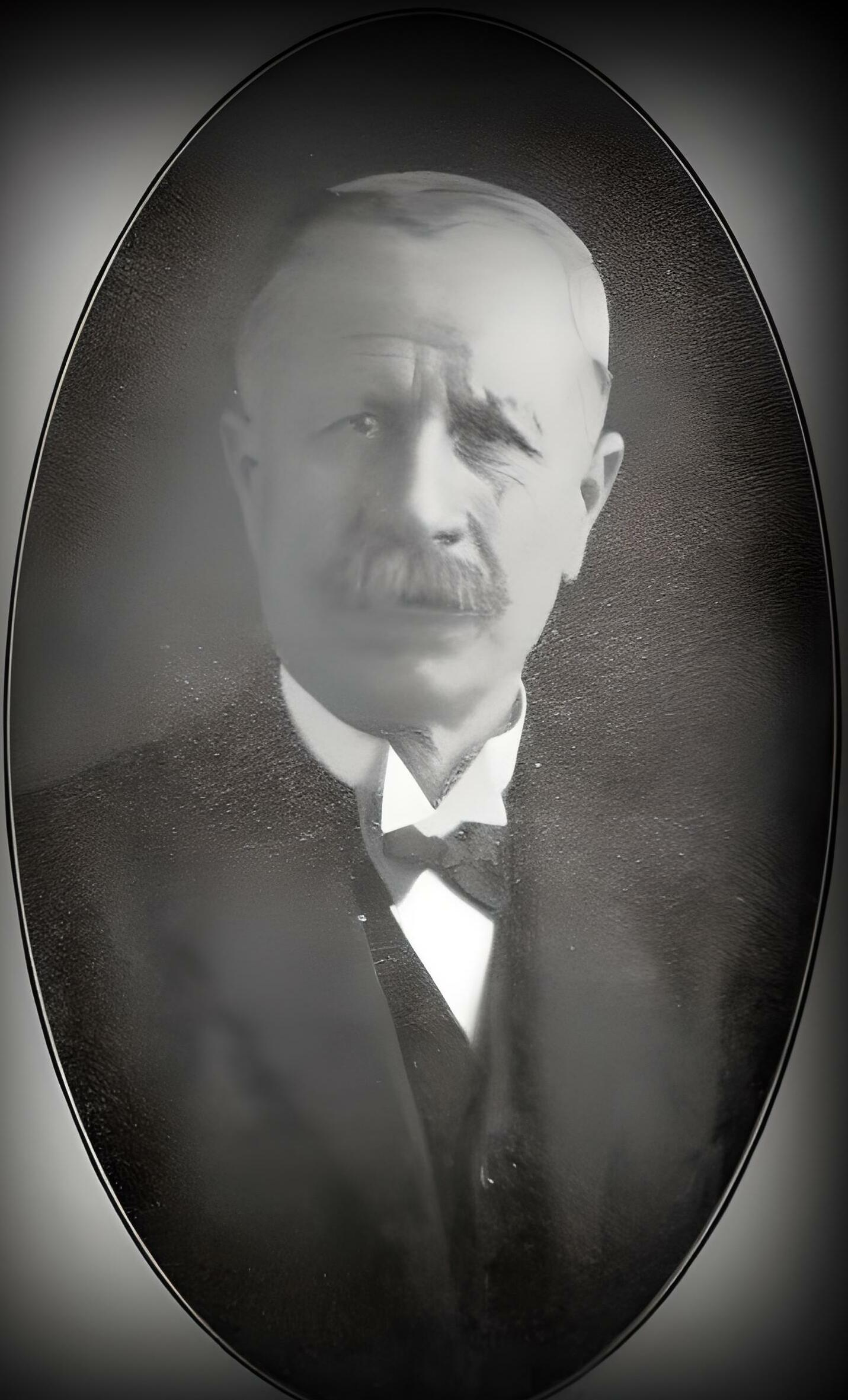
Retrato de Benjamin Jafet.

Benjamin Chedid Jafet (Dhour-Choueir, 13 de janeiro de 1864 — São Paulo, 24 de fevereiro de 1940) foi um grande empresário do ramo têxtil em São Paulo. Primeiro membro da família Jafet a imigrar para o Brasil no ano de 1887.

## História
Foi um dos pioneiros da imigração sírio-libanesa ao Brasil, sendo o primeiro dos seis irmãos a aportar em terras brasileiras, no ano de 1887. Nascido na aldeia de Dhour-Choueir, no Líbano, em 13 de janeiro de 1864, era filho de Chedid Nami Yafit e Utroch Farah Tebecherani. Estudou no colégio inglês para moços, em Suk-al-Gharb, na província do Monte Líbano (então uma região autônoma do vasto Império Turco-Otomano). Atuou como secretário em uma companhia de navegação, em Beirute, e observado a movimentação portuária, decidiu que deveria imigrar para o Brasil, onde, como tantos outros filhos de ilustres famílias europeias e médio-orientais, iria realizar sua ambição de "fazer a América". 
Em 1887, aos 23 anos, partiu rumo ao Brasil, abastecendo-se, no entanto, antes, em Marselha, na França, onde adquiriu uma significativa quantidade de produtos, que como sabia, eram demandados pelos brasileiros. Chegou no Rio de Janeiro, e partiu, como mascate, rumo a Minas Gerais, Juiz de Fora, Vale do Paraíba, até chegar a São Paulo, reconhecido centro comercial do Brasil. Após três anos, já possuía capital suficiente para fundar o primeiro estabelecimento comercial de um sírio-libanês, na Rua 25 de Março. 